# Batracomiomachia
La Batracomiomachia (in greco antico: Βατραχομυομαχία?, "La battaglia delle rane e dei topi") è un poemetto giocoso di 303 versi, parodia dell'epica eroica, nel quale si narra una battaglia combattuta tra topi e rane.

## Contenuto
Il re delle rane Gonfiagote persuade il timoroso Rubabriciole, figlio del re dei topi Rodipane, a montare sulle sue spalle per visitare il lago, assicurandolo che non correrà pericoli. Tuttavia, appare all'improvviso un serpente d'acqua e Gonfiagote, per sfuggirgli, s'immerge, facendo così annegare Rubabriciole. La guerra scoppia immediatamente e i topi stanno per avere la meglio; per impedire che le rane siano completamente annientate, Zeus scaglia il suo fulmine e sul campo di battaglia giungono i granchi, che mettono in fuga i topi.
La battaglia si svolge nell'arco di un giorno, contro i dieci anni di durata della guerra di Troia. La Batracomiomachia è uno dei pochi testi pervenutici integri di quel filone di poesia parodica e scherzosa che dovette avere non poca diffusione probabilmente in ogni epoca della letteratura greca. Alla parodia epica si dedicò forse Ipponatte, come sembrerebbe di poter dedurre dal frammento 128 W., e alcuni studiosi considerano parte del filone parodico anche le favole di Esopo. La guerra dei topi e delle rane, in particolare, recupera tematiche, scene e motivi dell'epica arcaica sovvertendoli in chiave di parodia.
Così, ad esempio, i concili degli dèi, la rassegna dei guerrieri, le esortazioni e le scene di battaglie, con particolare attenzione dedicata alle varie tipologie di morte, fanno parte del bagaglio tradizionale dell'epica, con speciale riferimento all'Iliade (ad esempio la trappola per topi è definita "inganno di legno" con evidente riferimento al cavallo di Troia), e trasferite nel contesto dei combattimenti tra topi e rane producono un notevole effetto di straniamento. Allo stesso modo, i combattenti sono modellati sui guerrieri greci e troiani che combatterono intorno a Troia. Funzione parodica ha soprattutto il lessico, anch'esso derivato dalla tradizione epica, ma rielaborato con iperboli e procedimenti di accumulo, come nella descrizione dei granchi, che vengono presentati da una serie lunghissima di aggettivi composti.

## Attribuzione e datazione

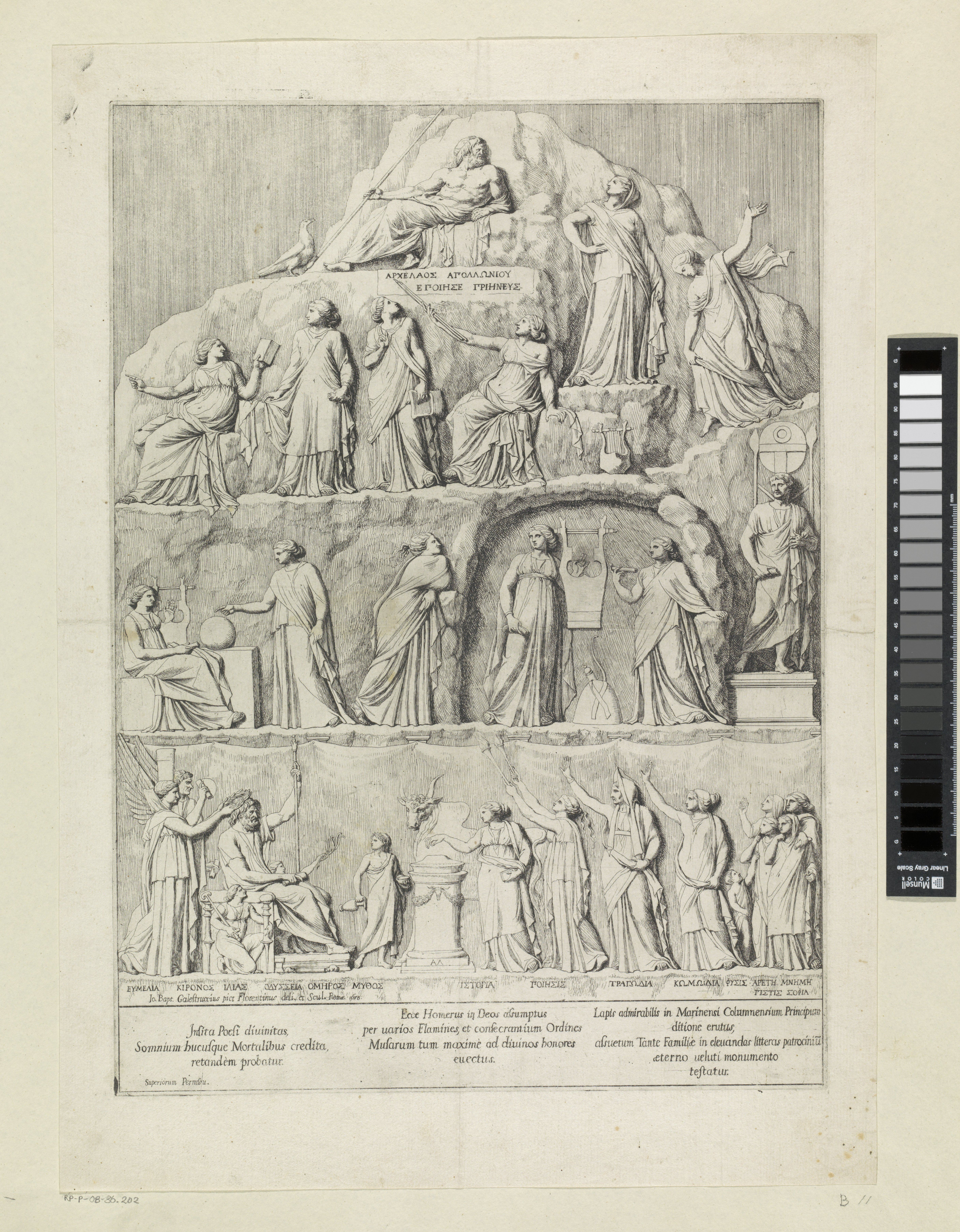
L'apoteosi di Omero di Archelao di Priene riprodotta in un'incisione secentesca attribuita a Giovanni Battista Galestruzzi: in basso a sinistra, ai piedi del poeta assiso in trono mentre viene incoronato, si notano due topolini.

Nell'antichità, la Batracomiomachia veniva generalmente attribuita a Omero. L'autore della cosiddetta Vita Homeri pseudo-erodotea, la principale biografia di Omero, racconta che Omero avrebbe composto la Batracomiomachia, dopo l'Iliade e prima dell'Odissea a Bolisso, città dell'isola di Chio, insieme ad altre opere amene di cui non ci è rimasto nulla, come i Cercopi, la Psaromachia (La battaglia degli storni) o gli Epiciclidi (I Tordi). L'attribuzione è accettata anche dall'anonimo autore di una Βίος Ὁμήρου,, da Marziale (14, 183), probabilmente da Stazio (Silvae, 1, ad Stellam) e dall'erudito bizantino Giovanni Tzetze (XII secolo), mentre Plutarco la respinge, assegnando la paternità dell'opera a un certo Pigrete di Alicarnasso.
Nell'incertezza dell'attribuzione, è curiosa la notizia ricavata da un'enciclopedia del X secolo, la Suda, secondo cui Omero sarebbe stato l'autore non della Batracomiomachia (che anche la Suda riconduce a Pigrete, insieme a un'altra opera attribuita a Omero, il Margite), ma di un altro poema dal titolo Miobatracomachia. Per lungo tempo si è creduto di riconoscere la prova della paternità omerica del poemetto nel celebre rilievo di Archelao di Priene (II secolo a.C.) conservato al British Museum che raffigura l'apoteosi di Omero: fu infatti opinione diffusa che ai piedi del poeta si trovassero un topo e una rana, che avrebbero inteso rimandare proprio alla Batracomiomachia. Tuttavia, la rana non è ormai più riconoscibile e il particolare del rilievo è ormai generalmente interpretato come un riferimento ai grammatici che in epoca ellenistica lavoravano intorno al testo dei poemi omerici, “rosicchiandoli” con le loro cure come topi. Se le notizie relative ad Omero vanno scartate come leggendarie, il nome di Pigrete, data la scarsità di informazioni che lo riguardano, non presenta minori problemi: a lui viene comunque assegnata la paternità del poemetto dall'editore di riferimento, il filologo tedesco Arthur Ludwich.
Non meno controversa dell'attribuzione del poemetto è la questione, inevitabilmente connessa alla prima, della sua datazione, che va dal V al I secolo a.C. Gli elementi linguistici, considerati dagli studiosi l'unico strumento valido per ipotizzare un'epoca di composizione, non hanno evitato opinioni controverse. L'uso delle formule e l'elaborazione della lingua, insieme ad altre ragioni, farebbero pensare ad una data più vicina alla fine dell'età ellenistica; tuttavia, Albin Lesky, nella sua Storia della letteratura greca (p. 125), avverte che proprio in quell'età l'opera era già considerata omerica, e suggerisce perciò di non avvicinarla troppo a quell'epoca.

## Fortuna

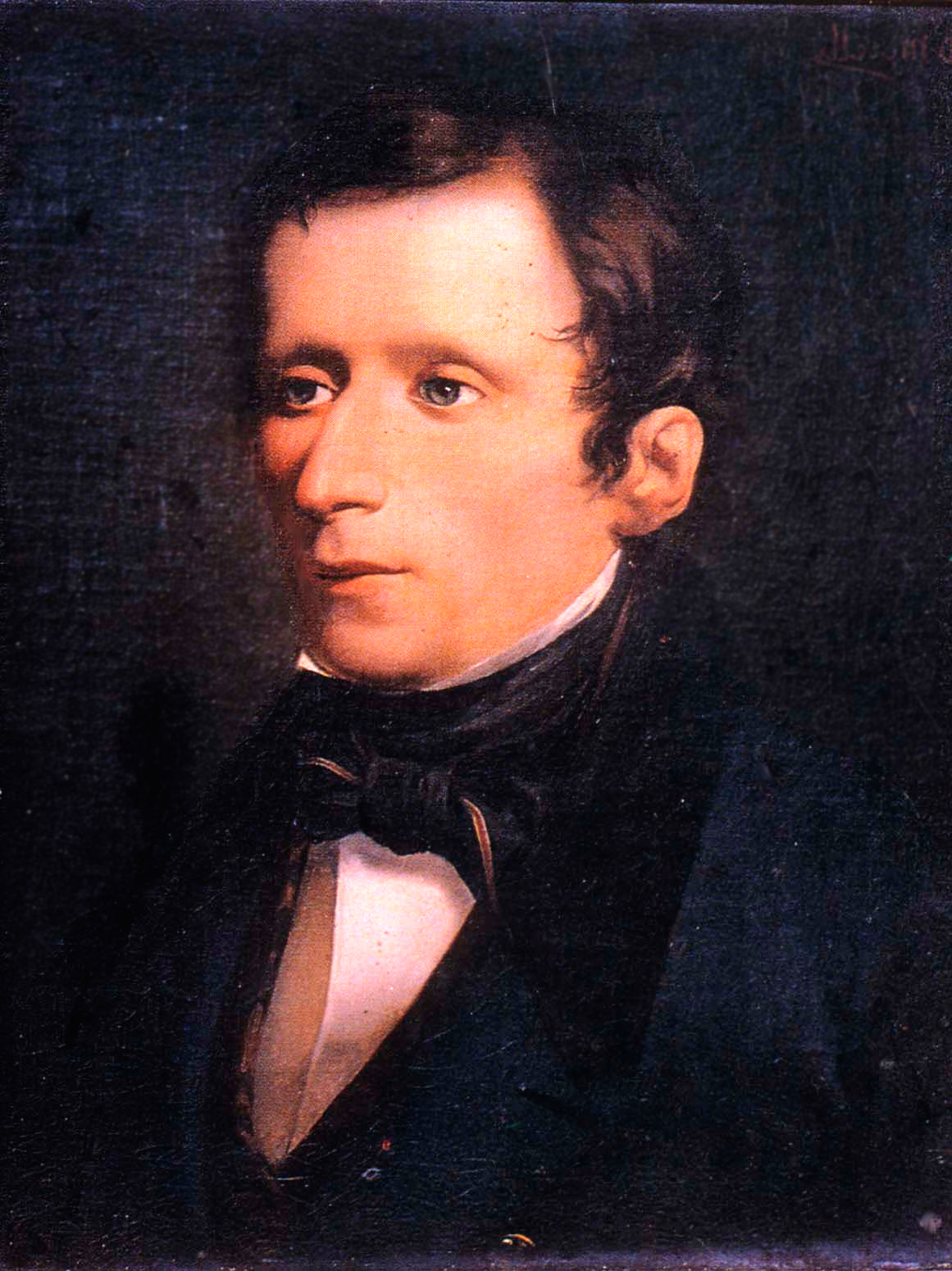
Ritratto di Giacomo Leopardi, autore dei Paralipomeni della Batracomiomachia.

La Batracomiomachia fu fonte costante di ispirazione e di imitazione fin dall'antichità: in età bizantina fu ad esempio parodiata da Teodoro Prodromo. Risale al 1473 quella che probabilmente è la prima edizione a stampa, attribuibile a Tommaso Ferrando di Brescia; ne possediamo un'unica copia. Una seconda edizione fu stampata nel 1486 da due cretesi, Laonico e Alessandro.
In età moderna fu imitata da Teofilo Folengo, che scrisse una Moscheide, e da Lope de Vega, autore di una Gattomachia. Grande fu la fortuna dell'operetta omerica presso i barocchi, che, prediligendo del mondo antico le espressioni marginali e meno battute, arrivarono al paradosso di preferirla ai poemi maggiori.
La Batracomiomachia influenzò anche, nello spirito, Il ricciolo rapito di Alexander Pope e La secchia rapita di Alessandro Tassoni. Dopo la traduzione in lombardo milanese ad opera del padre domenicano Alessandro Garioni (1793), fu tradotta anche in italiano da Giacomo Leopardi, che ne trasse poi spunto per i suoi Paralipomeni della Batracomiomachia, una favola satirica in versi che continua l'antica narrazione, narrando satiricamente i contemporanei moti di Napoli del 1820. L'opera nello stesso periodo venne citata nel Don Giovanni di Søren Kierkegaard.
Nei nostri giorni la batracomiomachia è stata citata dal cantautore Raf come metafora nel brano “La battaglia del sesso” del 1989.
Nell'ambito videoludico la Batracomiomachia è il tema principale di Tails of Iron, un action-RPG sviluppato dalla Odd Bug Studio nel 2021. Il giocatore prenderà i panni di Redgi, erede al trono del regno dei topi, e dovrà difendere quest ultimo dalle rane invaditrici.

## Bibliografia

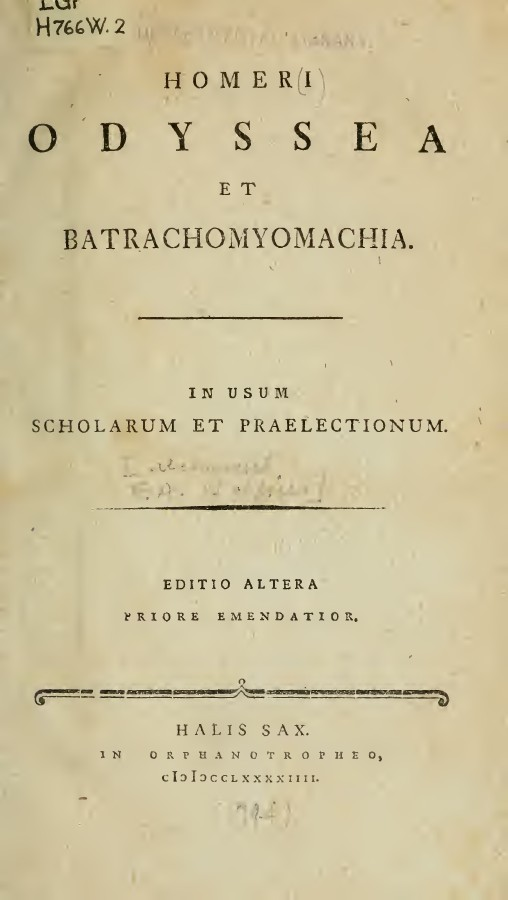
Edizione in latino dell'Odissea e della Batracomiomachia del 1749.